# Tuyệt đỉnh Kungfu
Tuyệt đỉnh Kungfu (tựa gốc chữ Hán: 功夫; âm Hán Việt: Công phu; tựa tiếng Anh: Kung Fu Hustle) là một bộ phim hài hước - hành động - võ thuật Hồng Kông, được công chiếu vào năm 2004. Phim được sản xuất kiêm đạo diễn và diễn viên chính bởi Châu Tinh Trì. Phim là một sự nhai lại khôi hài và là một lòng tôn kính tới thể loại tiểu thuyết võ hiệp Kim Dung. Bộ phim giúp Châu Tinh Trì thực hiện giấc mơ trở thành cao thủ võ thuật thời thơ ấu. Dẫu chỉ là trên màn ảnh, anh vẫn thực sự hóa thân thành người anh hùng trừ gian diệt bạo. Tác phẩm đánh dấu một bước thành công đỉnh cao của Châu Tinh Trì.

## Nội dung
Trong xã hội hỗn loạn ở Trung Quốc những năm 1940, các băng đảng xã hội đen thực sự có ảnh hưởng, đáng sợ nhất phải kể đến là bang Lưỡi Búa (Phủ Đầu Bang). Thủ lĩnh của bang Lưỡi Búa tên Sâm, vốn là kẻ độc ác say mê chém giết lại cực kỳ nhẫn tâm. Người của bang Lưỡi Búa đi đến đâu nỗi kinh hoàng theo đến đó. Người dân thành phố thì lo lắng, đám cảnh sát thì sợ sệt. Chỉ có khu ổ chuột Chuồng Heo là không bị nhũng nhiễu vì người dân nơi đây quá nghèo.
Một ngày kia, có hai tên lang thang là Tinh và Bài Cốt giả dạng thành viên của bang Lưỡi Búa đến xóm Chuồng Heo để dọa nạt moi tiền một anh thợ cắt tóc. Cả hai được phen khiếp vía khi cả xóm đều giỏi võ. Khi bị đuổi bắt, Tinh ném pháo dọa, vô tình ném trúng đầu một tên tiểu đại ca của bang Lưỡi Búa đi ngang qua. Và xung đột giữa bang Lưỡi Búa và khu Chuồng Heo xảy ra. Tên cầm đầu bị anh cắt tóc đánh gần chết. Những tên còn lại đốt pháo gọi đại quân của bang Lưỡi Búa đến để giao chiến, Sâm đích thân xuất hiện. Nhưng toàn bang cũng bị đánh tan tác bởi ba cao thủ võ thuật là anh khuân vác Khổ Lực Cường, bác thợ may Tài Phùng và ông chủ quán ăn Du Tạc Quẩy.
Tinh sau lần thất bại đó đã xin gia nhập bang Lưỡi Búa tuy không thành công nhưng Sâm đã nhận ra Tinh có khả năng siêu trộm bẻ khóa rất nhanh, bang yêu cầu Tinh phải giết người để chứng tỏ. Hôm sau Tinh và Bài Cốt trở lại khu Chuồng Heo, khi ấy Bao Tô Bà đang cãi nhau với người dân. Hai người cố gắng phóng dao nhưng Bài Cốt ngu ngốc làm hỏng tất cả, Tinh bị dao đâm trúng và rắn cắn, Bao Tô Bà phát hiện và truy đuổi Tinh. Cuối cùng Tinh thoát được còn Bao Tô Bà đâm phải  quảng cáo. Tinh trở về chỗ ở của mình (ở trên cột đèn giao thông), anh chật vật với cơn đau và sưng môi do rắn cắn, tạo ra dấu bàn tay trên vách kim loại (tiết lộ rằng anh có tố chất của một cao thủ luyện Như Lai Thần Chưởng). Sau đó Tinh hồi phục và trở lại gặp Bài Cốt.
Băng đảng Lưỡi Búa sau khi thua những cao thủ võ thuật ở khu Chuồng Heo, rất cay cú nên đã thuê hai sát thủ bí ẩn để trừng trị họ. Không đồng tình với việc sử dụng võ thuật ở khu Chuồng Heo và khiến cả vùng gặp nguy hiểm với bọn xã hội đen, Bao Tô Bà bói quẻ để xem cho ba người cao thủ võ thuật ra đi hay ở lại, và cuối cùng thì ba người phải ra đi. Cùng lúc đó hai sát thủ mà băng Lưỡi Búa thuê đã đến khu Chuồng Heo, Sâm theo dõi trong xe ôtô. Khổ Lực Cường trong lúc đang rời khỏi Chuồng Heo thì bị ám sát, sau đó là cuộc giao chiến ác liệt giữa hai tên sát thủ với Tài Phùng và Du Tạc khiến Tài Phùng chết và Du Tạc bị thương nặng. Tức giận, Bao Tô Công xuất hiện tấn công và đánh bại hai sát thủ, Bao Tô Bà đã sử dụng tuyệt chiêu Sư Tử Hống đánh gục hai tên này. Sau đó hai người đe dọa Sâm trong xe, với những cử chỉ hàm ý cấm băng Lưỡi Búa quay lại. Du Tạc Quỷ không cầm cự được do thương tích nặng nên qua đời, Bao Tô Công và Bao Tô Bà liền thay đổi ý định. Hai người sơ tán người dân rời khỏi khu Chuồng Heo và chuẩn bị cho cuộc tấn công băng Lưỡi Búa ở một sòng bạc nhằm trả thù.

Tinh và Bài Cốt cướp tiền của một cô gái bán kem, có tên là A Phương, lương tâm của Tinh được thức tỉnh khi anh thấy cô gái câm đó ra hiệu nói với anh. Một câu chuyện cảm động hiện về trong ký ức, lúc đó khi Tinh còn nhỏ.
Một ông lão ăn xin nói anh là kỳ tài võ học, nếu anh chịu bỏ ra 10 xu ông sẽ đưa cho anh cuốn võ công tâm pháp bí kíp "Như Lai Thần Chưởng". Tinh đập ống heo lấy tiền tiết kiệm mua cuốn sách về và luyện võ. Trong một lần thấy bọn trẻ trâu bắt nạt một bé gái, Tinh dùng "Như Lai Thần Chưởng" đánh bọn chúng nhưng không thấy hiệu quả, lại còn bị đánh tơi bời. Tuy nhiên, bé gái câm đó rất cảm động và tặng anh cây kẹo nhưng anh không nhận. Từ đó, anh nghĩ là mình bị lừa và chỉ muốn làm kẻ xấu. 
A Phương chính là bé gái câm năm xưa khi đó đã nhận ra anh. Tuy nhiên, anh vẫn cướp tiền của cô gái cùng với những chai nước, và đuổi Bài Cốt đi vì đã khiến anh nhiều phen suýt mất mạng. Anh được Sâm nhận vào băng Lưỡi Búa và được phái đi cứu đại cao thủ Lão Quái Hỏa Vân Tà Thần, còn có danh xưng là Chung Cực Sát Nhân Vương đang ở trong bệnh viện tâm thần, vì Sâm nhớ ra Tinh có khả năng mở khóa rất nhanh. Sau khi được cứu Lão Quái đã chứng minh mình là cao thủ số một thiên hạ qua màn bắt viên đạn ấn tượng. Lúc đó Bao Tô Công và Bao Tô Bà đang chờ sẵn ở sòng bạc, họ giao chiến với Lão Quái rất quyết liệt. Trận chiến cho thấy hai ông bà yếu hơn Lão Quái, tuy nhiên Bao Tô Bà sử dụng chiêu Sư Tử Hống phóng đại bằng chiếc chuông gây bão khắp sòng bạc, khiến Lão Quái bị nội thương. Lão Quái giả vờ chịu thua, sau đó tấn công hai người bằng ám khí hoa sen có kim tẩm độc, rồi khống chế họ bằng chiêu bẻ khớp. Trong lúc ba người đang giằng co, Tinh nhận ra lương tâm của mình nên cầm thanh gỗ đánh gục Sâm, rồi nện vào đầu Lão Quái. Tức giận, Lão Quái tấn công hết sức bằng nắm đấm vào mặt Tinh, khiến anh bị thương nặng. Lão Quái đã mất dấu ba người kia.
Bao Tô Công và Bao Tô Bà đưa Tinh về chữa trị băng bó, và phát hiện anh có tài thiên bẩm về võ thuật do được Lão Quái đả thông kinh mạch. Lão Quái lúc này trở thành ông trùm mới của băng Lưỡi Búa đã xua toàn bộ lực lượng đến khu Chuồng Heo (trước đó Lão Quái vì tức giận vì để 3 người kía chạy thoát nên hắn trút giận bằng cách đấm vào mặt tên Sâm khiến đầu hắn quay 360 độ). Tại đây băng đảng bắt gặp Tinh đã bình phục bất ngờ, cuộc chiến tiếp tục diễn ra.
Tinh đánh ngã gần hết lực lượng băng Lưỡi Búa rồi lùa những tên lì lợm nhất còn sót lại vào một góc hành lang, ngay trước mặt Lão Quái. Từng tên một bị Tinh đánh đến gần chết và đối diện với Tinh bấy giờ là Lão Quái đã hồi phục. Tinh không có kinh nghiệm chiến đấu bằng Lão Quái, nhưng nhờ sức trẻ mà đọ quyền cước nhiều hiệp khiến Lão Quái thua một nhịp, lão sử dụng chưởng lực mạnh nhất của mình là "Cáp Mô công" tấn công và đẩy Tinh bay lên không trung. Tinh trên cao vô tình nhìn lên tầng mây có hình Phật Tổ nên nhớ lại võ công đã học ngày xưa và sử dụng Như Lai Thần Chưởng tấn công từ trên trời chưởng xuống đất. Lão Quái bị bàn tay Phật Tổ đè lún đất làm trọng thương và lại dùng chiêu cũ là giả vờ hàng phục rồi lén lấy ám khí hoa sen tấn công bất ngờ nhưng Tinh dùng lại một chưởng pháp dằn mặt khiến Lão Quái khiếp hãi không dám nhúc nhích. Tinh bình thản lấy ám khí của hắn ném đi chỗ khác. Lão Quái thấy Tinh có ý nương tay cho mình đành phải chịu thua, đành cúi đầu nhận Tinh làm sư phụ.
Nhiều ngày sau, Tinh và Bài Cốt - hai gã vô lại bây giờ hoàn lương mở cửa hàng bán kẹo que. Cả hai gặp lại A Phương. Họ nhớ lại thời thơ ấu và Tinh dẫn cô vào cửa hàng kẹo. Trước cửa hàng, ông lão ăn xin ngày trước đón đầu một em bé đang ăn kẹo, ngỏ ý muốn bán cho em những cuốn sách bí kíp võ thuật khác nhau của nhiều môn phái.

## Phân vai diễn viên
- Châu Tinh Trì trong vai Tinh, một gã lưu manh vô lại nhưng ẩn sâu bên trong là bản chất lương thiện.
- Nguyên Hoa trong vai Bao Tô Công (ông chủ khu Chuồng Heo), cao thủ Thái cực quyền đã thoái ẩn, vốn nổi tiếng trong giang hồ dưới tên Dương Quá (xem Thần điêu đại hiệp).
- Nguyên Thu trong vai Bao Tô Bà (bà chủ khu Chuồng Heo), cao thủ công phu Sư Tử Hống đã thoái ẩn, vốn nổi tiếng trong giang hồ dưới tên Tiểu Long Nữ (xem Thần điêu đại hiệp).
- Trần Quốc Khôn trong vai Sâm (được đàn em gọi là Sâm ca), thủ lĩnh Phủ Đầu Bang. Đây là một tên bệnh hoạn, nghiện thuốc phiện nặng, có sở thích chém giết rất tàn nhẫn.
- Lương Tiểu Long trong vai Lão Quái Hỏa Vân Tà Thần, đệ nhất sát thủ nhiều năm trước, sống trong trại tâm thần trước khi được Tinh mời ra. Hắn có đòn sát thủ Cáp Mô công (xem Âu Dương Phong, nhân vật trong truyện Anh hùng xạ điêu) và thường dùng ám khí hình hoa sen.
- Huỳnh Thánh Y trong vai A Phương, cô gái câm bán kem, thuở nhỏ từng được Tinh ra tay bênh vực khi bị lũ trẻ xấu bắt nạt.
- Lâm Tử Thông trong vai Bài Cốt, bạn thân của Tinh.
- Thích Hành Vũ trong vai Khổ Lực Cường, cao thủ Thập Nhị Lộ Đàn Thối (đòn chân).
- Triệu Chí Lăng trong vai Tài Phùng, cao thủ Hồng Gia Thiết Tuyến Quyền.
- Đổng Chí Hoa trong vai Du Tạc Quỷ, cao thủ Bát Quái Côn.
- Phùng Khắc An trong vai Địa Khuyết, một sát thủ mù thành viên của Tam Động Cầm Ma, một cặp với Thiên Tàn. Vũ khí là một cây Cổ Cầm với chiêu thức Lục Chỉ Cầm Ma.
- Giả Khang Hi trong vai Thiên Tàn, một sát thủ của Tam Động Cầm Ma, là một cặp với Địa Khuyết.Vũ khí là một cây Cổ Cầm với chiêu thức Lục Chỉ Cầm Ma.
- Viên Tường Nhân trong vai ông lão ăn xin.
- Phùng Tiểu Cương trong vai thủ lĩnh Ngạc Ngư Bang (Bang Cá Sấu), bị Sâm giết ở đầu phim.
- Trương Nhất Bạch trong vai cảnh sát trưởng, xuất hiện ở đầu phim.

## Sản xuất
Mùa xuân năm 2002, với số vốn hơn 50 phim trong tay, Châu Tinh Trì thực sự bước lên đỉnh cao trong sự nghiệp điện ảnh của mình. Tạp chí Time Asia ca ngợi anh là ngôi sao được yêu thích nhất của châu Á. Thành công của Đội bóng Thiếu Lâm được xem là một hiện tượng với nhiều giải thưởng. Mặc dù cả hai phim đều có sự tham gia của Châu Tinh Trì trong nhiều vai trò từ viết kịch bản, diễn xuất, đạo diễn và sản xuất, nhưng Tuyệt đỉnh Kungfu đã vượt qua Đội bóng Thiếu Lâm hồi tháng 2 năm 2005 để trở thành bộ phim sản xuất tại Hồng Kông có doanh thu cao nhất ở quốc gia này. Bộ phim đã thỏa mãn ước mơ thời thơ ấu của anh, đó là trở thành một cao thủ võ lâm. Dẫu chỉ là trên màn ảnh nhưng Châu Tinh Trì đã được là một người anh hùng với tuyệt đỉnh công phu thực thụ. Ý tưởng làm một phim như Tuyệt đỉnh Kungfu xuất hiện từ ký ức thuở nhỏ, khi ấy gia đình Châu Tinh Trì không mấy khá giả nên không có đủ tiền để cho cả ba đứa trẻ đi xem phim ở Hồng Kông. Lần đầu tiên được mẹ dẫn đến rạp, niềm đam mê bắt đầu lớn dần lên trong cậu bé họ Châu khi xem một phim của Lý Tiểu Long. Mặc dù họ vào xem ở một rạp rất xập xệ nhưng Châu Tinh Trì chẳng quan tâm bởi anh bị các màn võ thuật trên màn ảnh chiếm hết tâm trí. Chính lúc đó, anh quyết định sau này mình sẽ theo bước chân của Lý Tiểu Long. Vì thế, khi giám đốc chi nhánh của Columbia Pictures ở Hồng Kông, Barbara Robinson, liên lạc với Châu Tinh Trì ngỏ ý muốn cộng tác thì anh nhận ra đây là cơ hội biến giấc mơ ấp ủ bấy lâu trở thành hiện thực. Khi mời được hoa khôi Huỳnh Thánh Y vào vai nữ chính, Châu Tinh Trì đã dặn đi dặn lại ekip trang điểm phải thật khéo tay để làm bật ra hình ảnh của cô nữ sinh Học viện Điện ảnh Bắc Kinh, chính điều này đã đưa Thánh Y lên bầu trời sao chói lọi hào quang.
Bộ phim hành động hài này đã trở thành phim không nói tiếng Anh được phát hành rộng rãi nhất ở Mỹ. Đây là thành tích đáng ghen tị đối với nhiều đạo diễn. Nhưng điều đó hoàn toàn xứng đáng với sự nỗ lực hết mình của Châu Tinh Trì. Không chỉ hoàn thành tốt vai diễn của mình, anh còn chỉ cho mọi người cách thể hiện nhiều cảm xúc khác nhau, khiến cho những diễn viên trẻ rất cảm động. Bộ phim là sự hồi tưởng lại thời thơ ấu của Châu Tinh Trì, từ giấc mơ trở thành anh hùng cho đến khu Chuồng Heo. Cảnh được dựng ở Xa Đôn, cách Thượng Hải về phía Nam 15 dặm, rất giống khu tập thể nơi anh lớn lên từ bé từng chi tiết nhỏ. Nhà thiết kế của phim nghiên cứu rất kỹ những bức ảnh cũ để tái hiện chân thực nhất quang cảnh khu ổ chuột. Từ tấm biển hiệu cũ kỹ đến những căn nhà xập xệ, cửa hàng bán gạo, hàng cắt tóc… tất cả đều khiến Châu Tinh Trì như sống lại ngày xưa.
Nhằm tỏ lòng kính trọng Lý Tiểu Long, Châu Tinh Trì muốn có một cảnh cởi áo và diễn đúng tư thế quen thuộc của thần tượng. Để có được thân hình cường tráng phục vụ cho cảnh này, anh phải tập thể hình rất nhiều. Nhưng Châu Tinh Trì vẫn chưa thực sự ưng ý, anh cho rằng mình còn thua xa ngôi sao võ thuật Lý Tiểu Long. Hôm quay cảnh đó, trời lại rất lạnh khiến anh rét run. Châu Tinh Trì tâm sự: "Làm phim là thế đó, ngày nóng thì bắt mặc nhiều đồ hóa trang còn ngày lạnh thì phải cởi hết đồ".

## Nhạc phim
Bài hát "Vì một ngày anh còn sống" - tên tiếng Trung là "Zhi Yao Wei Ni Huo Yi Tian" (只要为你活一天) có nội dung nói về tình yêu đẹp đẽ của cô gái bán kem A Phương dành cho Tinh. Bài hát do Huỳnh Thánh Y -thủ vai cô gái bán kem- thể hiện.
Bản nhạc giao hưởng "Đông hải Ngư Ca" hay "Fisherman's Song of the East China Sea" (tựa gốc : 東海漁歌) do Mã Khánh Long (马圣龙) và Cổ Quán Nhân (顧冠仁) sáng tác năm 1959, phỏng theo dân ca Chiết Giang. Bản nhạc được dùng làm nhạc nền chủ đạo của bộ phim và sau này được sử dụng nhiều lần theo xu thế trên các mạng xã hội.
Bản nhạc "Nothing Ventured, Nothing Gained" (我不入地獄) của bộ phim cũng để lại ấn tượng mạnh với màn vũ đạo của băng Búa Rìu, cả bản nhạc và phần vũ đạo sau này được bộ phim "Nguyệt Quang Bảo Hạp" sử dụng lại.

## Giải thưởng
Tại giải Kim Tượng 2004, Tuyệt đỉnh Kungfu được đề cử 16 giải trong đó có 5 giải trúng cử: hình ảnh đẹp nhất, âm thanh, kỹ xảo, chỉ đạo hành động và biên tập xuất sắc nhất.
Giải Kim Mã cũng được đề cử 10 trong đó trúng 5: hình ảnh, đạo diễn (Châu Tinh Trì).

## Cấm chiếu
Phim bị cấm chiếu tại Trung Quốc, vì trong phim có một số tình tiết có ý bêu xấu tình trạng của Trung Quốc vào thập niên 1940.

## Chỉ trích
Phim bị chỉ trích vì có những cảnh gây phản cảm, bạo lực. Kênh STAR Movies cũng như một số kênh và rạp ở một vài quốc gia đã cắt hoặc làm mờ những cảnh này.